# José Juan Vázquez
José Juan Vázquez (* 14. März 1988 in Celaya, Guanajuato), auch bekannt unter dem Spitznamen Gallo, ist ein mexikanischer Fußballspieler, der vorwiegend im defensiven Mittelfeld agiert.

## Leben
Vor Beginn seiner Profikarriere spielte Vázquez unter anderem für Atlético Comonfort und Atlético San Francisco.
Seine erste Station als Profi war in der Saison 2009/10 bei seinem in der dritten Liga spielenden Heimatverein Celaya FC, mit dem er in der Apertura 2010 die Meisterschaft gewann und sich im Gesamtsaisonfinale 2010/11 gegen Chivas Rayadas durchsetzen konnte, wodurch der Aufstieg in die zweite Liga gelang.
Nach einer Halbsaison in der zweiten Liga für die Toros wechselte er zur Rückrunde zum Club León, mit dem er die Meisterschaft der Clausura 2012 und das anschließende Gesamtsaisonfinale gewann, so dass der Traditionsverein aus León nach zehn Jahren die lang ersehnte Rückkehr ins Fußballoberhaus schaffte.
León schaffte nicht nur den Klassenerhalt, sondern erreichte in seiner ersten Halbsaison 2012/13 sogar die Halbfinalspiele um die mexikanische Fußballmeisterschaft, deren doppelter Gewinn in der darauffolgenden Spielzeit folgte. Auf dem Weg zum ersten Titelgewinn in der Apertura 2013 kam Vázquez in allen Spielen zum Einsatz und erzielte in den Liguillas je einen Treffer in den Heimspielen gegen Monarcas Morelia (4:0) und Santos Laguna (3:1). Er bestritt auch alle Spiele der Liguillas der Clausura 2014, erzielte in diesen jedoch keinen Treffer.
Sein Debüt für die mexikanische Nationalmannschaft gab er am 29. Januar 2014 in einem Testspiel gegen Südkorea, das 4:0 gewonnen wurde.

## Erfolge
- CONCACAF Gold Cup: 2015
- Mexikanischer Meister: Apertura 2013, Clausura 2014
- Mexikanischer Zweitligameister: Clausura 2012
- Mexikanischer Drittligameister: Apertura 2010